# St. Joseph (Hannover)

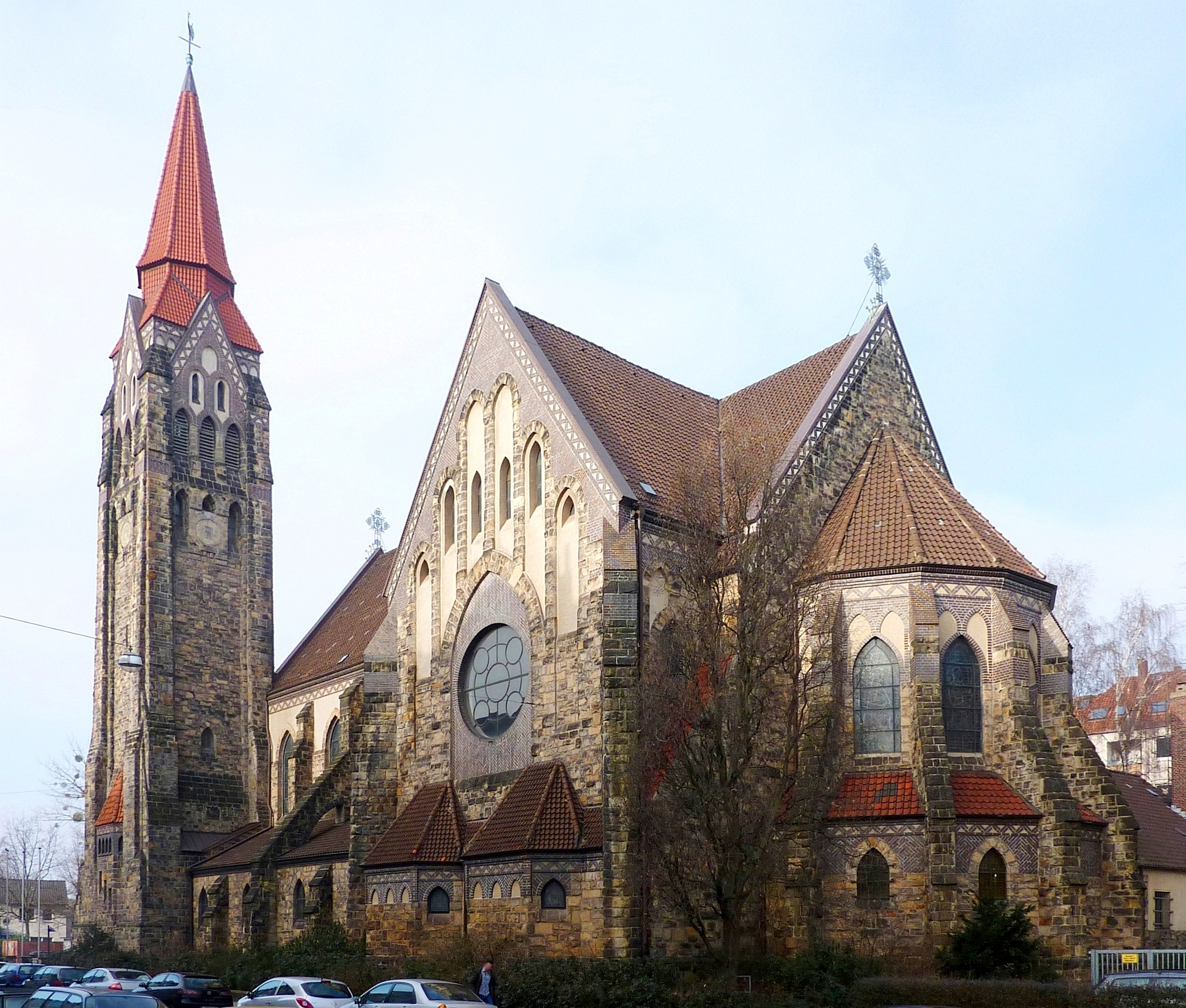
Pfarrkirche St. Joseph

St. Joseph ist eine katholische Pfarrkirche im Stadtteil List der niedersächsischen Landeshauptstadt Hannover. Ihre gleichnamige Pfarrgemeinde gehört zum Dekanat Hannover im Bistum Hildesheim. Die Kirche befindet sich in der Steinmetzstraße 1, das benachbarte Pfarrbüro in der Isernhagener Straße 64. Sie wurde in den Jahren 1911 und 1912 nach Plänen von Maximilian Jagielski erbaut und nach der biblischen Figur des Josef von Nazaret benannt.

## Geschichte
Die nordöstlichen Stadtteile und Vororte Hannovers gehörten seit 1890 zur katholischen Pfarrei St. Marien. Die ungebrochene industrielle Entwicklung und der Bau des Mittellandkanals brachten weiterhin zahlreiche Arbeiterfamilien aus katholisch geprägten Teilen des Reichs nach Hannover, so auch nach List und Vahrenwald.
Das 1909 gekaufte Kirchengrundstück lag für den geplanten neuen Pfarrsprengel zentral, umfasste jedoch eine Kiesgrube, die kostentreibend aufgefüllt werden musste. 1911 begannen die Bauarbeiten. Am 4. August 1912 erfolgte die Kirchweihe durch Bischof Adolf Bertram. Zur 1913 errichteten Pfarrei gehörten anfangs auch Langenhagen, Bothfeld, Buchholz und Mellendorf, wo später, vor allem als Folge der Ostvertreibungen, eigene Kirchengemeinden entstanden.
Im Zweiten Weltkrieg wurde die Josephskirche durch die Luftangriffe auf Hannover am 27. September 1943, am 15. Dezember 1944, am 5. Januar 1945 und am 25. März 1945 von Bombeneinschlägen in ihrer unmittelbaren Nähe mitbetroffen und schwer beschädigt. Das Dach wurde vollständig zerstört, die Gewölbe von Langhaus, Querschiff, Seitenschiffen und Orgeltribüne stürzten ein. Im Innern wurden die Wandgemälde größtenteils vernichtet. Fast die gesamte Inneneinrichtung außer dem Hochaltar, zwei Beichtstühlen und einigen Kirchenbänken ging verloren. Der weitgehend originalgetreue Wiederaufbau begann 1947 und war 1952 vollendet.
Heute (2014) gehören zur Pfarrgemeinde rund 7700 Mitglieder.
2015 begann der Bau eines neuen Gemeindezentrums mit integrierter Kindertagesstätte, entworfen vom Architekturbüro Pape und Kost. Nach seiner Fertigstellung wurde es am 19. August 2016 eingeweiht. Es trägt nunmehr den Namen Forum St. Joseph.

## Architektur und Ausstattung
St. Joseph ist in einem dekorfreudigen neugotischen Stil aus grob behauenem Werkstein in Kombination mit Backsteinflächen und -friesen errichtet. Die Baugestalt folgt dem Typ der Basilika mit dreischiffigem, zweijochigem Langhaus, geräumigem Querhaus und einem Sechs-Zwölftel-Umgangschor als Ostabschluss. Weithin sichtbar ist der hochragende Turm mit vier Ziergiebeln und hohem Spitzhelm.
Zwei der drei 1914 geweihten Glocken wurden im Ersten Weltkrieg eingeschmolzen, die dritte 1926 beim Kauf eines neuen Geläuts in Zahlung gegeben. Von den drei 1926 geweihten Glocken mussten 1942 wiederum die beiden größten abgeliefert werden. Seitdem war nur eine Glocke im Turm, bis die Gemeinde 2015 drei Glocken aus der profanierten Kirche St. Elisabeth (Salzgitter) erhielt.
Die nachkonziliare Erneuerung des Innenraums wurde 1972 mit der Weihe des neuen Hauptaltars durch Weihbischof Heinrich Pachowiak abgeschlossen. Bei einer weiteren Umgestaltung im Jahr 1987 erhielt die Kirche moderne Buntglasfenster. Nach einer umfassenden Sanierung der Kirche weihte Bischof Heiner Wilmer am 23. November 2024 einen neuen, kleineren Altar. Auch ein neuer Taufbrunnen wurde aufgestellt.